# Panthera tigris soloensis
Panthera tigris soloensis o Panthera sondaica (von Koenigswald, 1933), nota anche come tigre di Ngandong, è una sottospecie di tigre estinta vissuta nel Pleistocene, originaria nel Sundaland, regione dell'odierna Indonesia. È da considerarsi uno dei più grandi felidi mai esistiti.

## Scoperte
Sono stati rinvenuti fossili della tigre di Ngandong soprattutto negli scavi nei pressi del villaggio di Ngandong, da cui il nome comune dell'animale. Finora sono noti solamente sette fossili, il che rende difficile studiare la creatura.

## Descrizione
I pochi resti della tigre di Ngandong suggeriscono che la creatura avesse una stazza simile all'odierna tigre del Bengala. Tuttavia, secondo la dimensione di alcuni resti, sarebbe potuta anche essere più grossa. Heltler e Volmer (2007), utilizzando le formule di Van Valkenburgh (1990) e Anyonge (1993), hanno stimato che un grosso maschio di tigre di Ngandong avrebbe potuto raggiungere i 470 kg di peso, nel qual caso sarebbe stata la più grossa sottospecie di tigre mai esistita sulla Terra, simile per stazza a Smilodon populator, la più grande tigre dai denti a sciabola.  È pertanto considerato il più grande e potente felide mai esistito, titolo che condivide con Smilodon populator e al leone americano.